# Bratuchin B-10
Bratuchin B-10 (jiným označením VNP - Vozdušnyj Nabludatelnyj Punk, rusky Братухин Б-10) byl prototyp sovětského dělostřeleckého pozorovacího vrtulníku vyvinutý konstrukční kanceláří OKB-3 Bratuchin v roce 1947. Vycházel z předchozího transportního typu B-5 a sanitního B-9.

## Vývoj a konstrukce
Stroj měl sloužit jako pozorovací a průzkumný typ, měl zjišťovat škody způsobené nepříteli dělostřeleckou palbou. Tomu odpovídalo vojenské označení VNP (Vozdušnyj Nabludatelnyj Punk, vzdušné pozorovací stanoviště). Stejně jako B-5 a B-9 měl i B-10 dvojici protiběžných nosných rotorů vedle sebe na křídle zakončeném motorovými gondolami. Na hřbetu trupu přímo nad pilotní kabinou se nacházela kulovitá prosklená střelecká věž, která měla být v případě sériové produkce osazena pohyblivým 20 mm kanónem. Dvojice kanónů stejné ráže měla být instalována v kulovitém ocasním střelisti mezi ocasními plochami. V pilotním kokpitu seděli vedle sebe pilot a navigátor, místo pozorovatele bylo za nimi. Vrtulník mohl nést ještě 3 osoby nebo fotografické vybavení. Vstupní dveře byly na levém boku trupu.
Ačkoli byl vrtulník kladně hodnocen během zkušebního programu, vývoj byl v červnu 1948 zastaven. Letectvo začalo ztrácet důveru v tuto koncepci a začalo upřednostňovat vrtulníky klasické konfigurace (jeden hlavní a vyrovnávací rotor), kterou proslavil v USA ruský emigrant Igor Sikorskij.

## Specifikace (B-10)
Data z knihy The History of Soviet Aircraft from 1918, Nemecek Vaclav, Londýn, 1986: Willow Books, str. 438-439, ISBN 0-00-218033-2

### Technické údaje
- Průměr hlavních rotorů: 10 m každý
- Prázdná hmotnost:[pozn. 1] 3 019 kg
- Maximální vzletová hmotnost: 3 900 kg
- Pohon: 2× pístový motor Ivčenko AI-26GRF, 575 hp každý [2]
- Posádka: 3 (pilot, navigátor, pozorovatel)
- Kapacita: 3 pasažéři (nebo adekvátní náklad)

### Výkony
- Maximální rychlost: 218 km/h
- Dynamický dostup: 6 550 m
- Statický dostup: 2 200 m
- Dolet: 440 km